# Puente de Trnovo
El puente de Trnovo ( en esloveno: Trnovski most ) es un puente que cruza el río Gradaščica en Liubliana, la capital de Eslovenia. Está situado frente a la iglesia de Trnovo, al final de la calle Karun ( Karunova ulica ) al sur del centro de la ciudad y es una continuación de lacalle Emona ( Emonska cesta ). Conecta los barrios de Krakovo y Trnovo, los suburbios más antiguos de Liubliana, conocidos por sus huertas y eventos culturales.  En este lugar existe un puente desde finales del siglo XVII. El puente moderno fue construido entre 1928 y 1932 por el constructor Matko Curk sobre los planos del arquitecto Jože Plečnik.  Se distingue por su anchura y los árboles que soporta. Es el objeto más destacado de la renovación de Plečnik de las orillas del Gradaščica. Desde agosto de 2021, el puente de Trnovo está inscrito como parte del legado de Plečnik en la Lista del Patrimonio Mundial de la UNESCO . 

## Arquitectura
El puente de hierro y hormigón, concebido como espacio público, tiene una plataforma aproximadamente cuadrada de 20 metros de ancho. Está sostenido desde abajo por un arco de piedra. Cada una de sus esquinas está coronada por una pequeña pirámide, un motivo característico de Plečnik, diseñado del mismo modo que las agujas de la iglesia. En la mitad del vano hay un par de esculturas masculinas de estilo Art-Deco. El puente es uno de los pocos con árboles vivos. Dos hileras de abedules dividen los carriles para peatones y vehículos, ocultando intencionadamente la silueta del puente. Se complementan con una balaustrada de elementos en forma de jarrón y una fila de columnas cortas a cada lado. También hay una estatua de San Juan Bautista, patrón de la iglesia, en el centro del puente. Fue diseñada por Nikolaj Pirnat. En el lado opuesto hay un esbelto obelisco con una lámpara. Está dedicado a Sigmund Zois, naturalista y mecenas de las ciencias y las artes. En el lado de Krakovo, una lápida de piedra con la inscripción KRAKOVU 'a Krakovo' está montada en la cara del puente. En el lado de Trnovo, hay una lápida con la inscripción TRNOVU 'a Trnovo'.